# Meßkirch

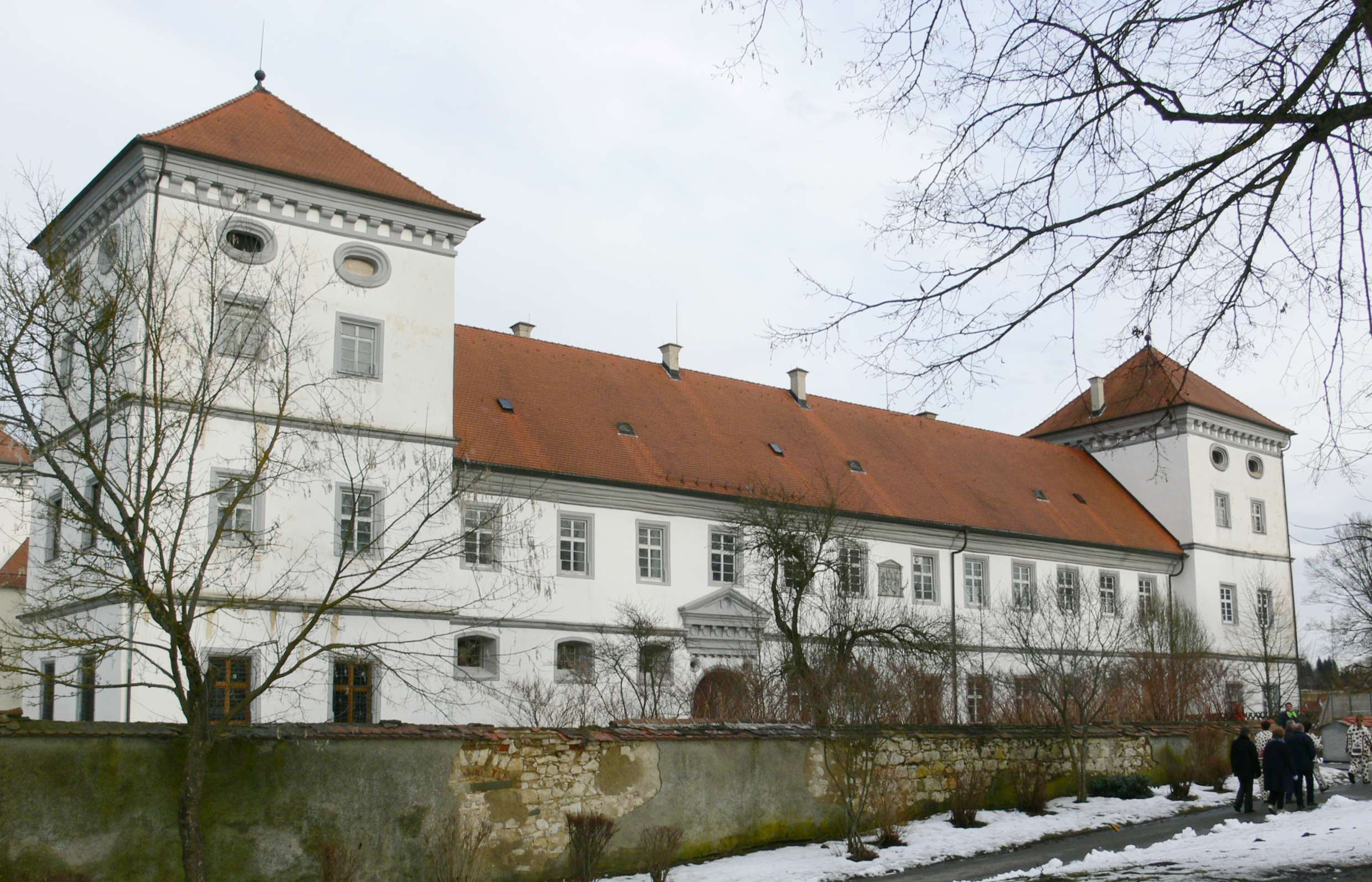
Lâu đài thời Phục hưng ở Meßkirch

Meßkirch (tiếng Đức: [ˈmɛsˌkɪʁç] ⓘ; Swabia: Mässkirch) là một thị trấn nằm ở huyện Sigmaringen, thuộc bang Baden-Württemberg, Đức.

## Tham khảo

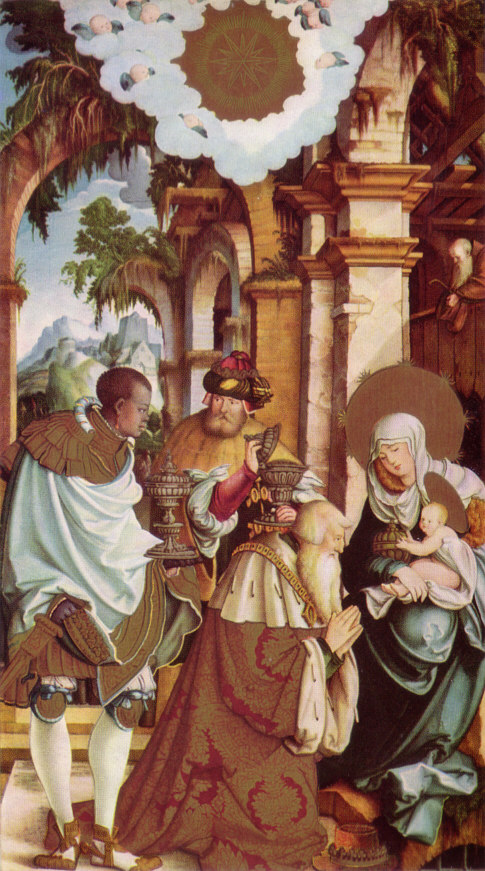
Master of Meßkirch: Sự tôn thờ của các đạo sĩ, khoảng năm 1538